# Férfi 50 méteres mellúszás a 2017-es úszó-világbajnokságon
A 2017-es úszó-világbajnokságon a férfi 50 méteres mellúszás versenyszámának döntőjét Budapesten rendezték, a Duna Arénában. A győztes a brit Adam Peaty lett.